# Arc de Gallien
L'arc de Gallien (en latin : Arcus Gallieni) est un arc de triomphe romain érigé à l'emplacement de la Porte Esquiline à Rome vers le Ier siècle de notre ère.

## Localisation
L'arc est construit sur le site de la Porta Esquilina, sur la via di S. Vito, près de l'église du même nom, au départ des antiques via Labicana et via Tiburtina.

## Histoire
L'arche de la porte est reconstruite sous le règne d'Auguste et prend la forme monumentale d'un arc de triomphe. En 262 ap. J.-C., le chevalier romain Marcus Aurelius Victor ajoute une inscription dédiant l'arc à l'empereur Gallien et son épouse Salonine.

## Description

### Structure
L'arc se compose de trois passages mais seule l'arche centrale a survécu. Cette voûte simple est en travertin et fait 8,80 mètres de haut, 7,30 mètres de large et 3,50 mètres de profondeur. Les piliers qui la soutiennent font de 1,40 mètre de large et 3,50 mètres de profondeur. Ces piliers sont doublés de deux pilastres de même profondeur avec des chapiteaux corinthiens. L'entablement est à 2 mètres de hauteur. Les passages latéraux, dont les fondations de 3,45 mètres de large et 1,28 mètre de profondeur ont été mises au jour en 1834, ont certainement été détruits lors de la construction de l'église attenante, en 1477.

### Inscription
On peut encore voir une partie de l'inscription dédicatoire de 262 sur l'architrave de l'entablement :
Ces deux lignes représentent en fait les deux dernières lignes de l'inscription aujourd'hui incomplète. La première partie devait être gravée sur une plaque de marbre fixée sur la frise au-dessus de l'architrave, des trous de fixation étant encore visibles.

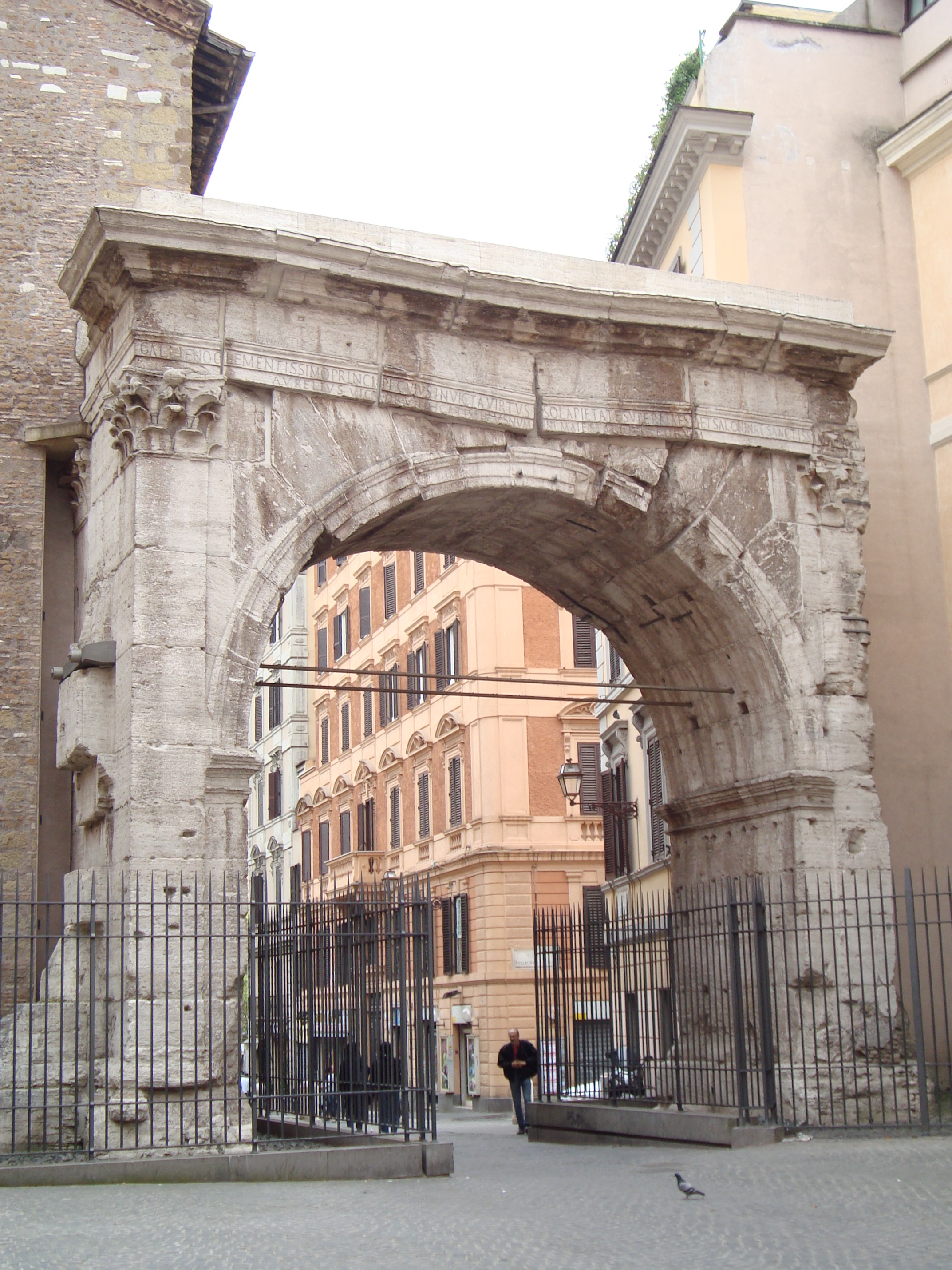
Arc de Gallien
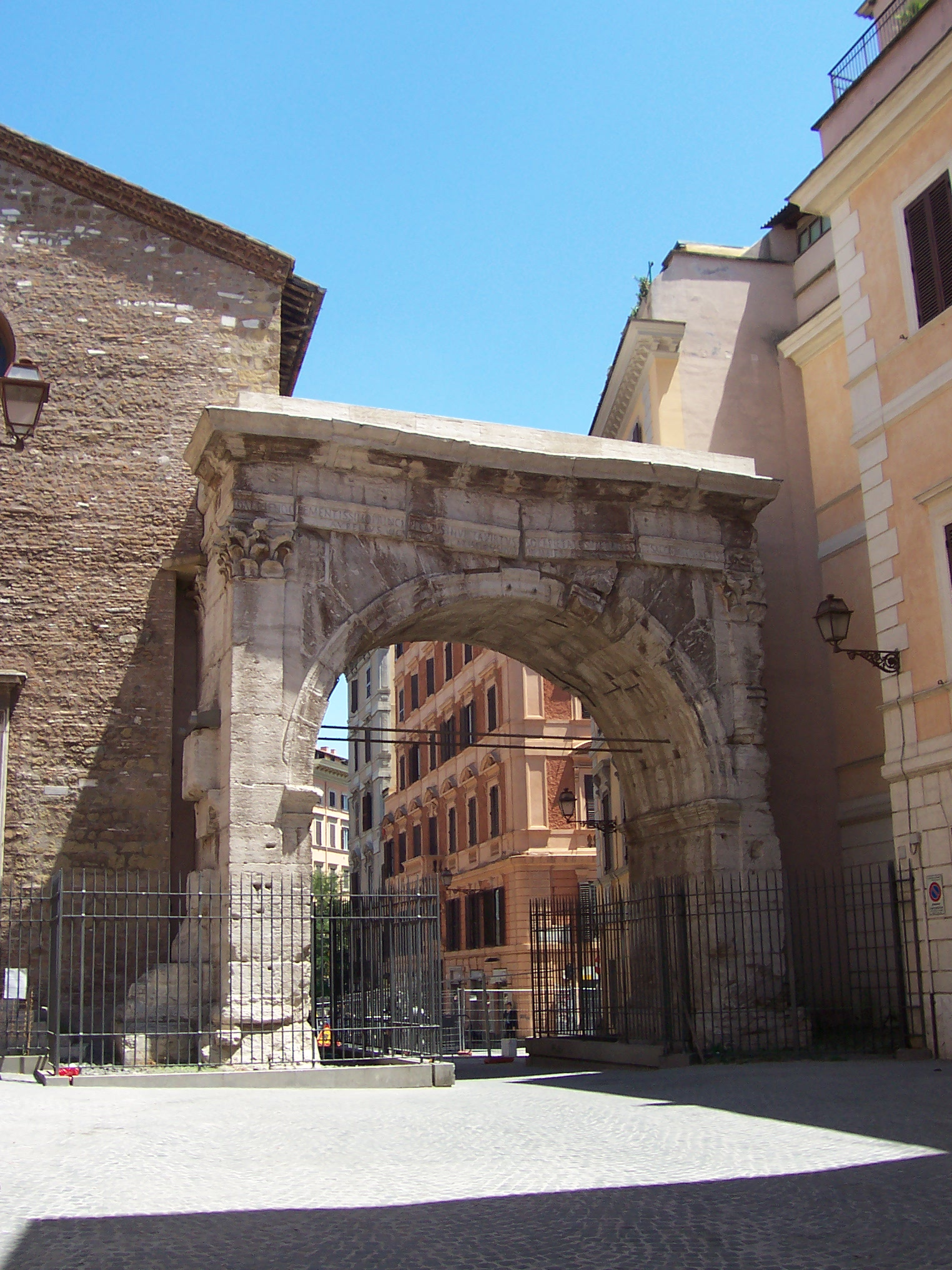
Arc de Gallien
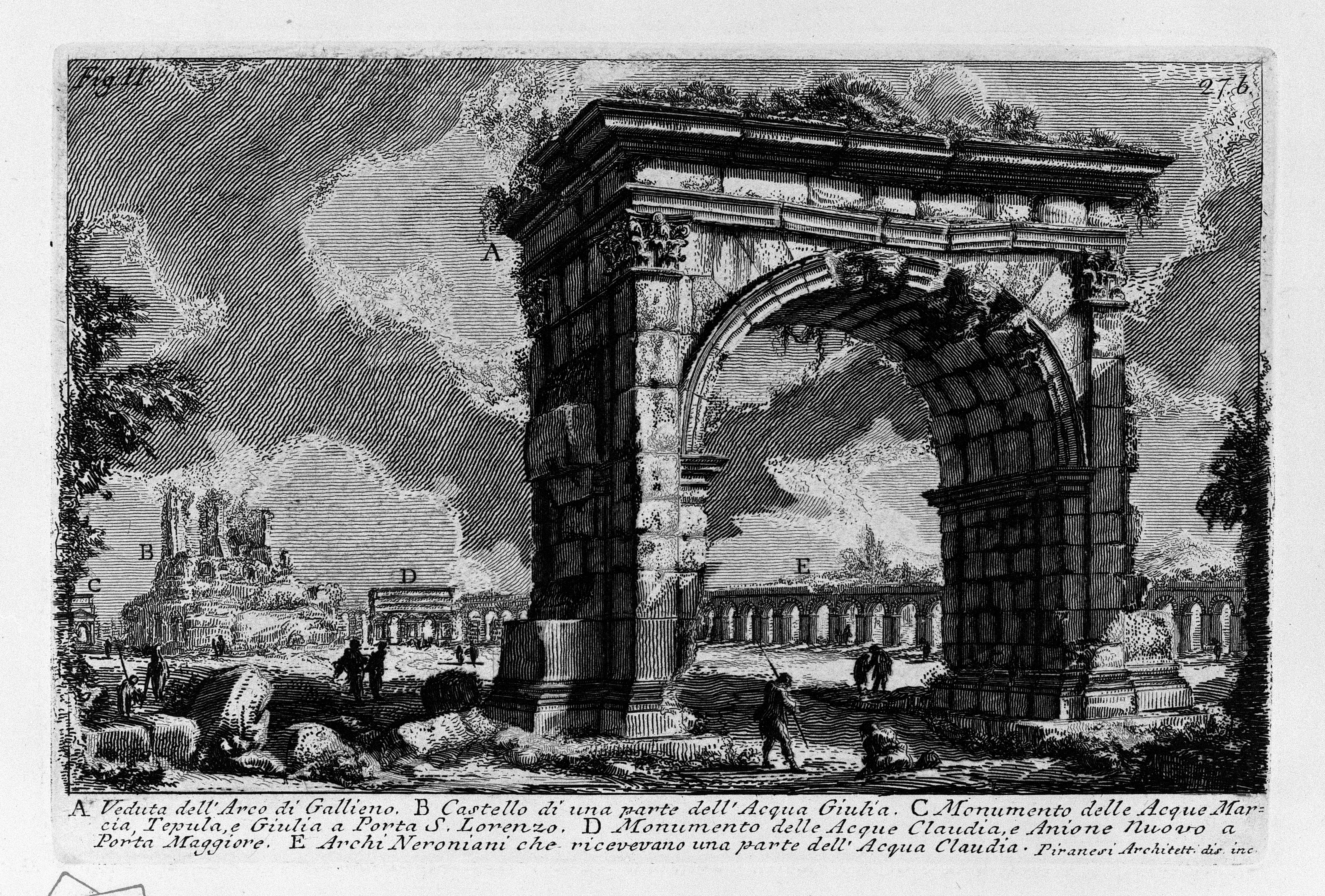
Gravure du Piranèse